# عبد الرحمن المناعي
عبد الرحمن إبراهيم المناعي مؤلف ومخرج مسرحي ولد في قطر عام 1948، حصل على الثانوية الصناعية -كهرباء 1969، وبعض الدورات التخصصية، ودورات في اللغة الإنجليزية. يعد من المؤسسين للحركة المسرحية في قطر حيث كان أول نص مسرحي يكتبه هو (أم الزين) عام 1975 وقام بإخراجها المخرج الأردني الراحل هاني صنوبر، وهذه المسرحية تعد العلامة الفارقة في تاريخ الحركة المسرحية والفنية في تاريخ قطر.

## أعماله كمؤلف ومخرج
- 1975: أم الزين
- 1976: باقي الوصية
- 1976: هوبيل يالمال
- 1977: الجريمة
- 1978: المغني والأميرة
- 1979: ياليل ياليل
- 1980: الحذاء الذهبي
- 1982: الفيل يا ملك الزمان
- 1983: هالشكل يازعفران
- 1983: من يضحك أخيرا
- 1984: حكاية حداد
- 1984: أنين الصواري
- 1987: قطار المرح
- 1987: الثمن
- 1989: الخيمة
- 1990: المهرج
- 1990: الحادث والكائن
- 1995: رسائل بوأحمد الحويلي
- 1999: غناوي الشمالي
- 2000: زكريا حبيبي
- 2001: مغرم هل الشوق
- 2001: الخيول
- 2004: خيمة العز
- 2005: ياهل الشرق
- 2006: أهل شرق
- 2006: مي وغيلان
- 2007: هلوسات
- 2010: أسفار الزباري
- 2010: اللؤلوة بين الدشة والقفال
- 2012: كرك
- 2015: هناك

## التكريم والجوائز
- جائزة أفضل تقنية مسرحية (المتراشقون) مهرجان قرطاج الدورة الثانية تونس 1985
- وسام مجلس التعاون في قمة مسقط 1989
- تكريم رائد مسرحي مهرجان الخليج الثاني قطر 1990
- جائزة أفضل عمل مسرحي متكامل (غناوي الشمالي) مهرجان الخليج السادس مسقط 2000
- جائزة لجنة التحكيم التقديرية مسرحية (مقامات بن بحر)مهرجان قرطاج الدورة الثالثة تونس 1978
- جائزة أفضل إخراج (مغرم هل الشوق) مهرجان الخليج السابع الدوحة 2002
- جائزة الدولة التقديرية في مجال الفنون المسرحية لعام 2006

## الوظائف التي شغلها
- فني راديو بشركة شل 1970-1975
- مراقب للمركز الثقافي (وزارة الإعلام) أول جهاز يعنى بالثقافة في قطر 1974 - 1979
- مساعداً لمدير إدارة الثقافة والفنون
- مساعد مدير إدارة الثقافة والفنون (وزارة الإعلام) 1979 – 1983
- رئيساً لقسم دراسات الخليج والجزيرة العربية بوزارة الإعلام 1875-1987
- مدير مركز التراث الشعبي لمجلس التعاون لدول الخليج العربية 1987 – 2005